# Silvestru Onofrei
Silvestru Onofrei (n. 21 august/3 septembrie 1924, satul Rădășeni, județul Baia, în prezent județul Suceava – d. 5/18 martie 1992, Mănăstirea Slătioara) a fost un cleric ortodox de stil vechi, care a îndeplinit demnitatea de arhiepiscop și mitropolit al Bisericii Ortodoxe de Stil Vechi din România (1985-1992).

## Biografie
Silvestru Onofrei s-a născut la data de 21 august/3 septembrie 1924, în satul Rădășeni (județul Baia, în prezent județul Suceava), din părinți foarte evlavioși și cu frică de Dumnezeu, primind la botez numele de Onofrei Onofrei. Familia sa a dat Bisericii numeroși preoți și călugări. Tatăl său, Vasile Onofrei, s-a călugărit ulterior la Mănăstirea Slătioara sub numele monahal Varlaam. De asemenea, fratele său a fost preotul Nicolae Onofrei din Rădășeni.
Tânărul Onofrei a fost fiul duhovnicesc și urmașul credincios al mitropolitului Glicherie, toată familia sa aparținând credincioșilor ortodocși ce nu au primit modernismul calendarului, sub conducerea ieromonahului Glicherie Tănase 9/21 februarie 1891 - 15/28 iunie 1985, fost stareț al Schitului Pocrov de la Mănăstirea Neamț.
În anul 1931 ieromonahul Glicherie Tănase s-a stabilit în localitatea Rădășeni și, văzând hotărârea oamenilor din sat de a păstra credința conform calendarului iulian, a început organizarea unei parohii pe stil vechi. La 8 mai 1932 el a sfințit locul și a pus piatra fundamentală pentru noua biserică cu hramul "Sf. Apostoli Petru și Pavel", reușindu-se într-o perioadă de 28 de zile construirea unei biserici din lemn, acoperită cu tablă și tencuită într-o singură zi. Dar într-o noapte din luna iunie a aceluiași an, doi oameni trimiși de preotul de stil nou din sat au încercat să incendieze biserica, aceasta fiind salvată de tatăl părintelui Nicolae, Vasile Onofrei, care a fost trezit de câinii care lătrau și s-a sculat împreună cu două fete ale sale și cu fiul său, Nicolae. La data de 14 octombrie 1933 a avut loc sfințirea bisericii.
În anul 1936, când în timpul domniei regelui Carol al II-lea al României a început o amplă mișcare de prigonire a credincioșilor de stil vechi, casa părintească a familiei Onofrei a fost folosită drept biserică de către credincioși, tot aici fiind bătut și arestat părintele Glicherie. Urmările provocate de bătăile primite au rămas toată viața.
După al doilea război mondial când, pentru o perioadă scurtă (1946-1949), Biserica de Stil vechi a fost recunoscută de stat, Onofrei a fost numit de către pr. Glicherie în funcția de secretar al administrației bisericești, iar în anul 1950, la vârsta de 26 ani, a intrat ca frate în Mănăstirea Slătioara.
Dar perioada de liniște nu a durat mult. În noaptea de 14/15 februarie 1952 a fost  organizată o acțiune simultană de arestare a preoților, călugărilor și persoanelor mai influente din conducerea Bisericii Ortodoxe de stil vechi de către organele de Securitate din județele Suceava, Neamț, Bacău și Vrancea. A fost devastat sediul cultului din orașul Târgu Neamț, au fost confiscate arhiva și însemnele legale de persoană juridică, fără a se întocmi vreun proces-verbal. În aceeași noapte a avut loc arestarea părintelui Teofan de la parohia din Bogdănești, a secretarului cultului Onofrei Onofrei (viitorul mitropolit Silvestru) de la Târgu Neamț și a preoților Gheorghe Nichita și Nicolae Onofrei din Rădășeni. Persoanele mai tinere au fost duse la muncă silnică la Canalul Dunăre-Marea Neagră, care se construia cu deținuți, pe când cele vârstnice au fost deportate în localitatea Rubla din Bărăgan.
Viitorul mitropolit Silvestru a fost condamnat la patru ani de închisoare, fără a fi acuzat de infracțiuni concrete și judecat ca atare. A executat doi ani de închisoare în regim de exterminare, reușind să supraviețuiască, deși cei mai mulți dintre prizonieri și-au pierdut viața acolo.
Pentru asigurarea unei conduceri de perspectivă a Bisericii Ortodoxe de Stil Vechi, se impunea hirotonirea de preoți și arhierei. În acest scop a fost contactat arhiereul Galaction Cordun din București, care își exprimase mai demult afinitățile pentru stilul vechi, fapt ce îi adusese și o condamnare pe timpul ocupației germane din primul război mondial. Prezența unui episcop era absolut indispensabilă pentru Biserică și acesta promisese că atunci când condițiile de la Mânăstirea Slătioara vor permite, va accepta să vină și să preia conducerea cultului.
În acest scop a fost trimisă la București o delegație din preoți care făceau parte din conducere și cunoscuți de către P.S. Galaction: părintele Dionisie Hugeanu, Evloghie Oța și Silvestru Onofrei (viitorul mitropolit), care l-au convins să vină la Mânăstirea Slătioara. În anul 1956 IPS Galaction l-a hirotonit pe fratele Silvestru ca ierodiacon și apoi ca ieromonah. Ieromonahul Silvestru a început o activitate pastorală foarte mare, slujind, la comunitățile credincioșilor de stil vechi în Moldova și în alte părți ale țării.

## Mitropolit al Bisericii Ortodoxe de Stil Vechi

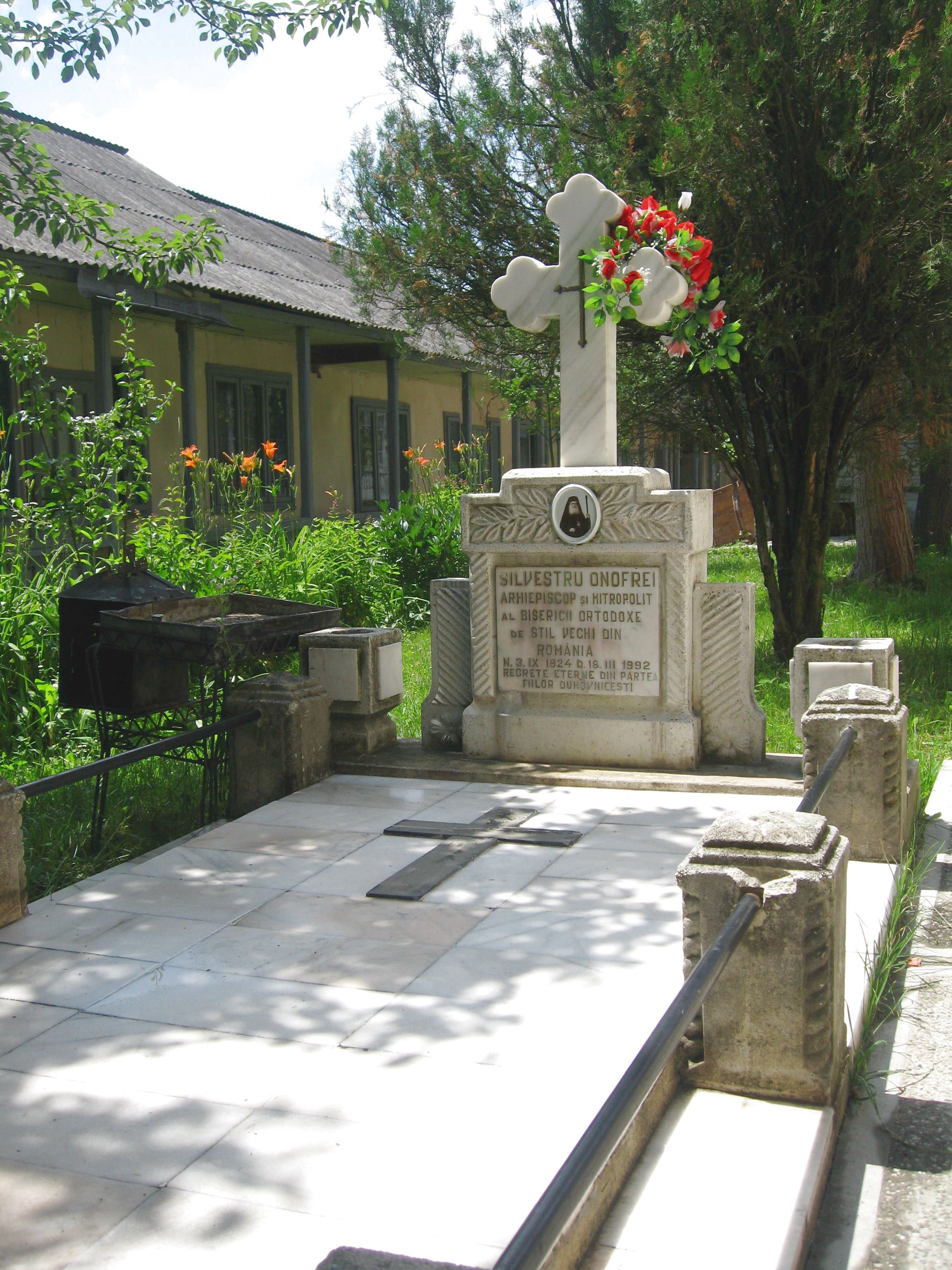
Mormântul mitropolitului Silvestru Onofrei de la Mănăstirea Slătioara.

În ultima perioadă a regimului comunist Biserica Ortodoxă de Stil Vechi din România s-a bucurat de o anumită libertate, fiind tolerată de autoritățile civile. Astfel, în anul 1968, la vârsta de 44 ani, după mulți ani de serviciu preoțesc, arhimandritul Silvestru Onofrei a fost hirotonit arhiereu de mitropolitul Glicherie și episcopul Evloghie Oța.
În anul 1977 Biserica Ortodoxă de Stil Vechi din România a inițiat o serie de contacte cu Biserica Ortodoxă de Stil Vechi a Greciei, în scopul stabilirii unei comuniuni euharistice cu aceasta. Semnarea oficială a declarației de intrare în comuniune a avut loc în anul 1979, pe când episcopul Silvestru Onofrei se afla într-o vizită în Grecia. Prin aceeași declarație, s-a confirmat, de asemenea, și validitatea hirotoniilor episcopale din ierarhia română, deși neconforme canoanelor („chiar dacă valide în mod dogmatic și ca taine, a fost făcute nu în acord cu sf. canoane, fiindcă, de nevoie absolută, prima hirotonire arhierească a fost făcută de un singur arhiereu.”) Ca urmare a acestei înfrățiri, în anul 1980 o delegație a Bisericii Ortodoxe de Stil vechi din Grecia condusă de mitropolitul Kiprianos de Oropos și Fili și mitropolitul Caliopios al Pentapolisului a efectuat o vizită de răspuns în România.
Mitropolitul Glicherie Tănase a trecut la cele veșnice la 15/28 iunie 1985, dată la care în 1999 a fost canonizat și trecut în rândul sfinților. A urmat în scaunul mitropolitan Silvestru Onofrei, ucenicul ierarhului Glicherie. Noul mitropolit a avut fericirea să vadă Biserica liberă și autorizată să funcționeze după anul 1989, în urma acțiunilor sale energice și rapide obținându-se și aprobarea statutul de organizare și funcționare ca persoană juridică. A avut inițiativa importantă de a se construi multe biserici noi și de a hirotoni noi episcopi.
Deși suferea de o boală de inimă, mitropolitul Silvestru nu a avut odihnă în ultimii doi ani ai săi de viață, străbătând țara dintr-un colț în altul și îngrijindu-se de construcția de biserici noi și organizarea Bisericii Ortodoxe de Stil Vechi. El a apucat să vadă Biserica Ortodoxă de Stil Vechi liberă și în permanentă dezvoltare, având în jur de 500.000 de credincioși, 80 de parohii mari, nouă mănăstiri și mai multe obști monahale mici.
Mitropolitul Silvestru Onofrei a încetat din viață la data de 5/18 martie 1992, după o criză de inimă, în chilia sa de la Mănăstirea Slătioara. Avea vârsta de numai 68 de ani, iar decesul său  a fost regretat de credincioșii de stil vechi din România.
Mitropolitul Silvestru Onofrei a trăit toată viața ca un monah, urmând întotdeauna canonul călugăresc chiar și când era în afara mănăstirii. Înmormântarea lui s-a făcut în a doua Duminică din Postul Mare 9/22 martie 1992, după Sfânta Liturghie, în curtea Mănăstirii Slătioara, la mică distanță de biserică.
La ceremonia de petrecere pe ultimul drum, au luat parte preasfințiții arhierei români Vlasie Mogârzan, Ghenadie Gheorghe, Cozma Lostun, mitropolitul Kiprian de Oropos și Fili (Grecia) și un sobor mare format din 70 de preoți și 15 diaconi. Cu toate că era frig, Liturghia și înmormântarea s-au săvârșit în curtea mănăstirii, venind din toate părțile țării aproximativ 20.000 de credincioși ce l-au petrecut pe ultimul drum pe păstorul cel iubit.